# Berner Sennenhund
Berner Sennenhund er en stor, trefarvet hund med halvlang, glat eller let krøllet pels. Dens muskuløse krop, er iøjnefaldende.

## Historie
Sennenhundenes oprindelse kan delvis afledes af de doggeagtige hunde, der ledsagede de forskellige folkestammer i folkevandringstiden. Disse hunde blev brugt til at drive kvægflokke frem. Lignende hunde blev anvendt at de romerske tropper, da de gik over Alperne og besatte Helvetien (Schweiz).
Den schweiziske Berner Sennenhund er efterkommer af omtalte hunde.
Der opstod lokale afarter af disse hunde - større og mindre, kort- og langhårede - og de kaldtes alle Sennenhunde. Indtil midten af 1800-tallet brugtes disse hunde udelukkende som gård- og hushunde og som hyrdernes hjælper i hele den tysktalende del af Schweiz samt i Sydtyskland.
I starten af 1900-tallet eksisterede der kun få Berner Sennenhunde næsten udelukkende i Dürrbachtal (et område syd for Schweiz' hovedstad Bern). Derfor kaldtes disse hunde nu for Dürrbachler. I 1908 forelskede den schweiziske kynolog Albert Heim sig i Dürrbachleren, og han gav den senere navnet Berner Sennenhund. I den anden halvdel af 1900-tallet blev det muligt at få stambogført hunden.
Berner Sennenhund er i dag internationalt kendt og anerkendt som en schweizisk race i Fédération Cynologique Internationale (FCI).

## Racen

### Egenskaber og temperament
I datiden skulle Berner Sennenhunden være vagtsom, skarp, men ikke bidsk. Når man forlod huset, skulle hunden følge føreren, kørte føreren i hestevogn, skulle hunden løbe mellem de bagerste vognhjul. Den måtte ikke løbe ud på markerne. Ved behov skulle dens herre forsvares. Genstande, der blev henlagt i engen (madkurve, redskaber m.m.) skulle bevogtes. Under ingen omstændigheder måtte den jagte vildt. Katte og høns skulle lades i fred og hunden måtte ikke strejfe.
I dag stræber man efter, at Berner Sennenhunden har et meget lille jagtinstinkt. Berneren strejfer sjældent, den finder det naturligt at blive og passe på sin flok/familie. Hunden gør, hvis der optræder noget usædvanligt i omgivelserne. Den har det bedst, når hele flokken er samlet, hvilket gør den til en fremragende familiehund. Hunden har en robuste bygning og er glad for at trække f.eks. slæder og vogne.

### Avlsarbejdet
FCIs racestandard foreskriver, at man i avlsarbejdet ønsker en hund, der er sikker, opmærksom, vagtsom og frygtløs i det daglige, godmodig og hengiven over for
folk, den kender. Middel af temperament og let at styre.

### Eksteriør
Langhåret, trefarvet (sort, brun og hvid), middelstor brugshund, kraftig og mobil, med solide lemmer. Harmonisk og velproportioneret.